# Richard Bright

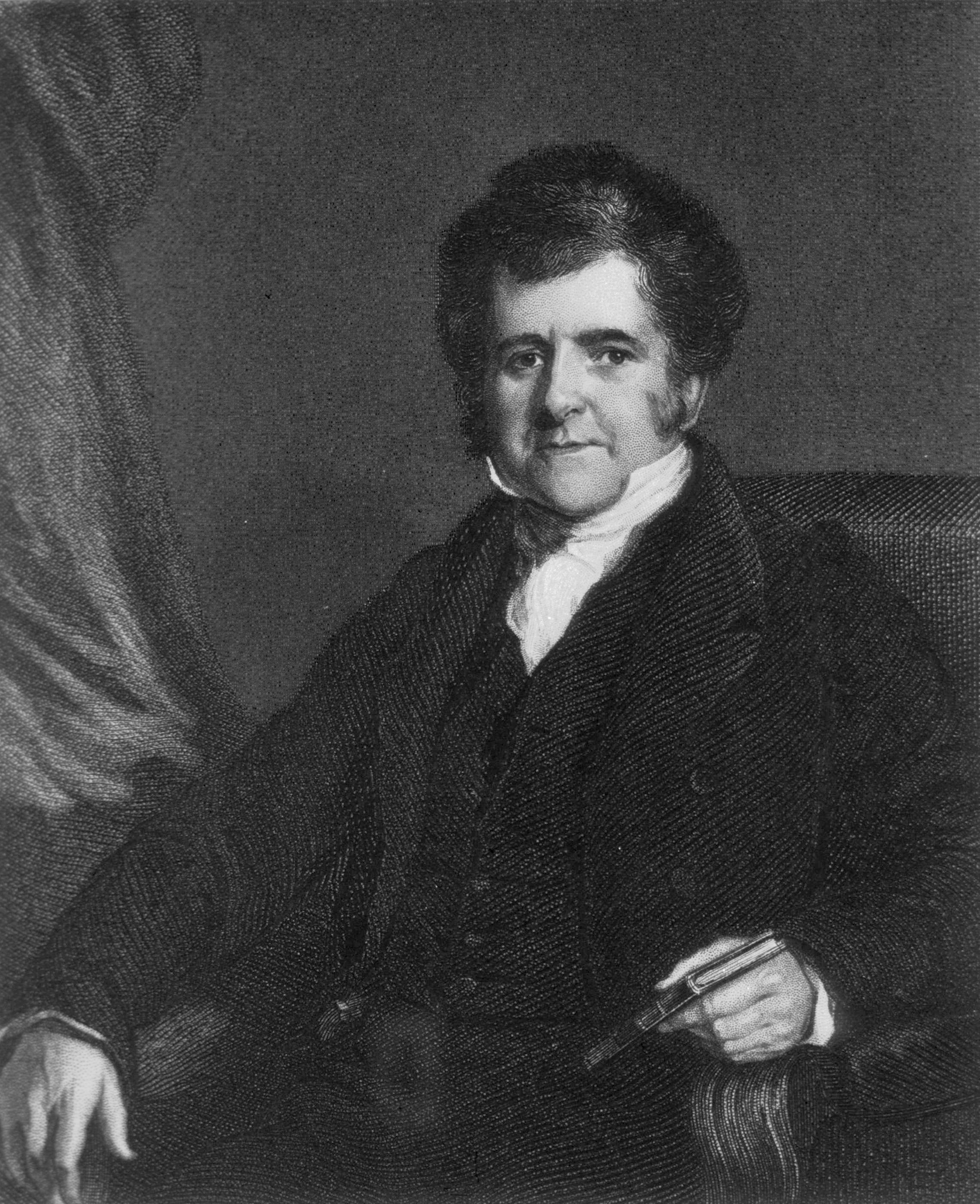
Richard Bright (1789–1858)

Richard Bright (ur. 28 września 1789 w Bristolu, zm. 16 grudnia 1858 w Londynie) – angielski lekarz, prowadzący badania z zakresu anatomii patologicznej, współtwórca nefrologii. Jako pierwszy wskazał związek między zawartością białka w moczu a chorobami nerek. Opisał zespół objawów białkomoczu z obrzękami w chorobie nazwanej jego imieniem (choroba Brighta, hiszp. enfermedad de Bright, współcześnie kłębuszkowe zapalenie nerek).
Jest autorem lub współautorem publikacji nt.:
- Therapeutic options for chronic inflammatory demyelinating polyradiculoneuropathy: a systematic review (współautorzy: Jenny Wilkinson, Brendon J Coventry)
- Cases of spasmodic disease accompanying affections of the pericardium
- Cases and Observations illustrative of Diagnosis when Adhesions have taken place in the Peritoneum, with Remarks upon some other Morbid Changes of that Membrane
- Cases and Observations connected with Disease of the Pancreas and Duodenum
- Porphyromonas gingivalis Peptidylarginine Deiminase, a Key Contributor in the Pathogenesis of Experimental Periodontal Disease and Experimental Arthritis (współautorzy: Neville Gully, Victor Marino, Ceilidh Marchant, Melissa Cantley, David Haynes, Catherine Butler, Stuart Dashper, Eric Reynolds, Mark Bartold)
- Prolonged repeated vaccine immuno-chemotherapy induces long-term clinical responses and survival for advanced metastatic melanoma (współautorzy: Brendon J Coventry, Carrie A Lilly, Peter Hersey, Antonio Michele)
- Clinical outcomes of Interleukin-2 therapy in advanced cancer: meta-analysis of over 62 trials (współautorzy: Brendon J Coventry, Martin L Ashdown)
- The Effect of the Supine Position on Renal Function in the Near-Term Pregnant Woman (współautorzy: Jack A. Pritchard, Allan C. Barnes)
- Analysis of a specimen of Cutaneous Perspiration  (współautor: J. Bostock)